# Norberto González Aurioles
Norberto González Aurioles (Córdoba, 1853-Madrid, 1922) fue un escritor, médico, cervantista y periodista español.

## Biografía
Nacido en 1853 en Córdoba, fue redactor de La Correspondencia de España (1899) y con anterioridad y posteriormente de El Correo.  Miembro de la Asociación de la Prensa de Madrid, colaboró en la revista La Ilustración Española y Americana. Fue autor de títulos como Cervantes y el Monasterio de Santa Paula de Sevilla, Recuerdos autobiográficos de Cervantes en «La española inglesa», Cervantes en Córdoba (1914), Cervantes y su viaje a Italia (1916) y Cervantes y Sevilla (1916). Murió el 11 de enero de 1922 en Madrid.